# Wargame Construction Set III: Age of Rifles 1846-1905
Wargame Construction Set III: Age of Rifles 1846-1905 est un de jeux vidéo de type wargame créé par Norm Koger et publié par Strategic Simulations en 1996. Le jeu simule de nombreuses batailles s’étant déroulé entre 1846 et 1905 en Amérique du Nord mais aussi en Europe ou en Amérique du Sud. Il permet également de créer ses propres cartes, batailles et unités. 

## Accueil
| Wargame Construction Set III |      |       |
| Média                        | Pays | Notes |
| AllGame                      | US   | 4,5/5 |
| GameSpot                     | US   | 77 %  |
| Gen4                         | FR   | 2/5   |
| Joystick                     | FR   | 82 %  |